# Krostitz

Krostitz  est une commune de Saxe (Allemagne), située dans l'arrondissement de Saxe-du-Nord, dans le district de Leipzig. Le village de Krostitz est connu pour sa brasserie de bière d’exportation Ur-Krostitzer.

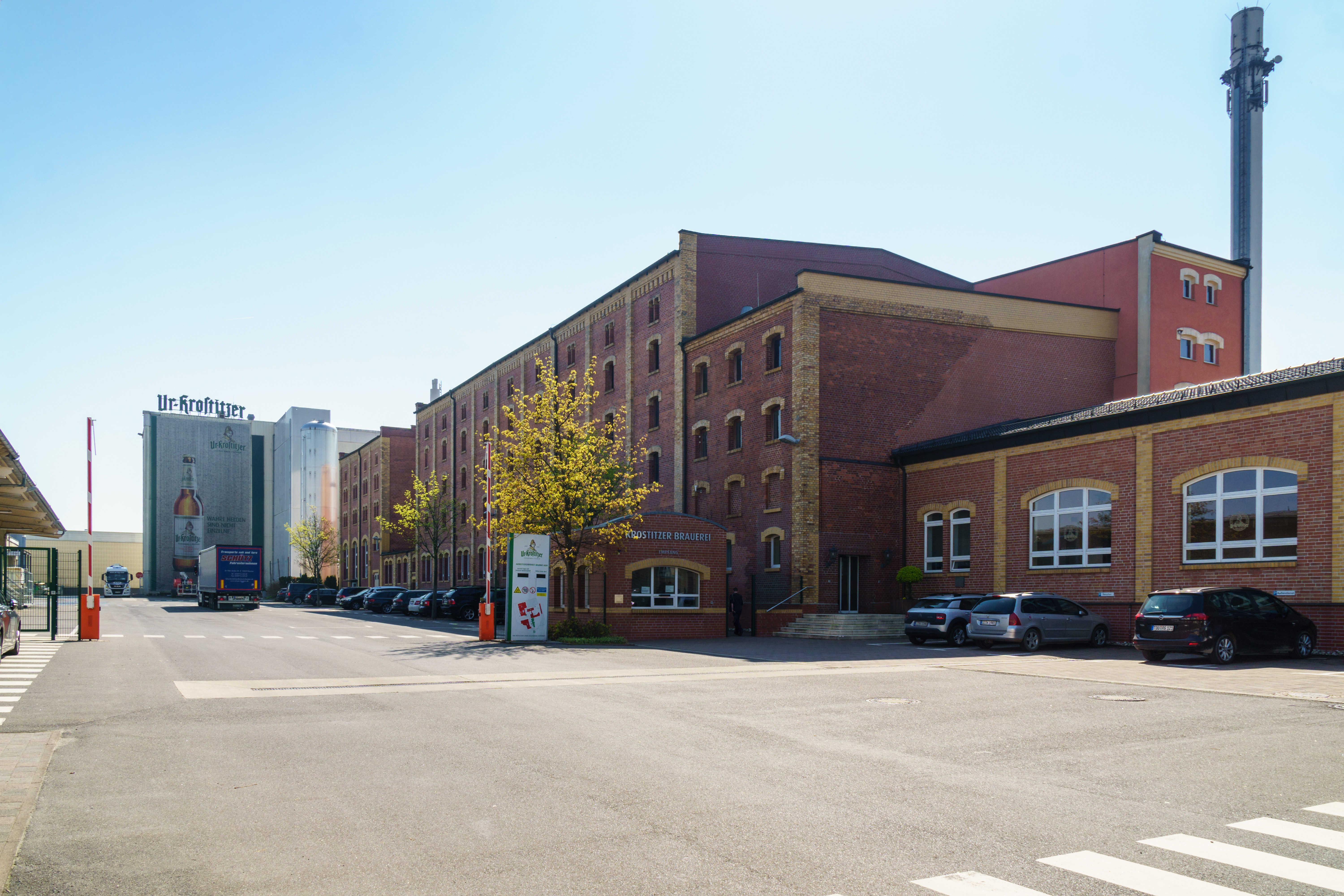
La brasserie

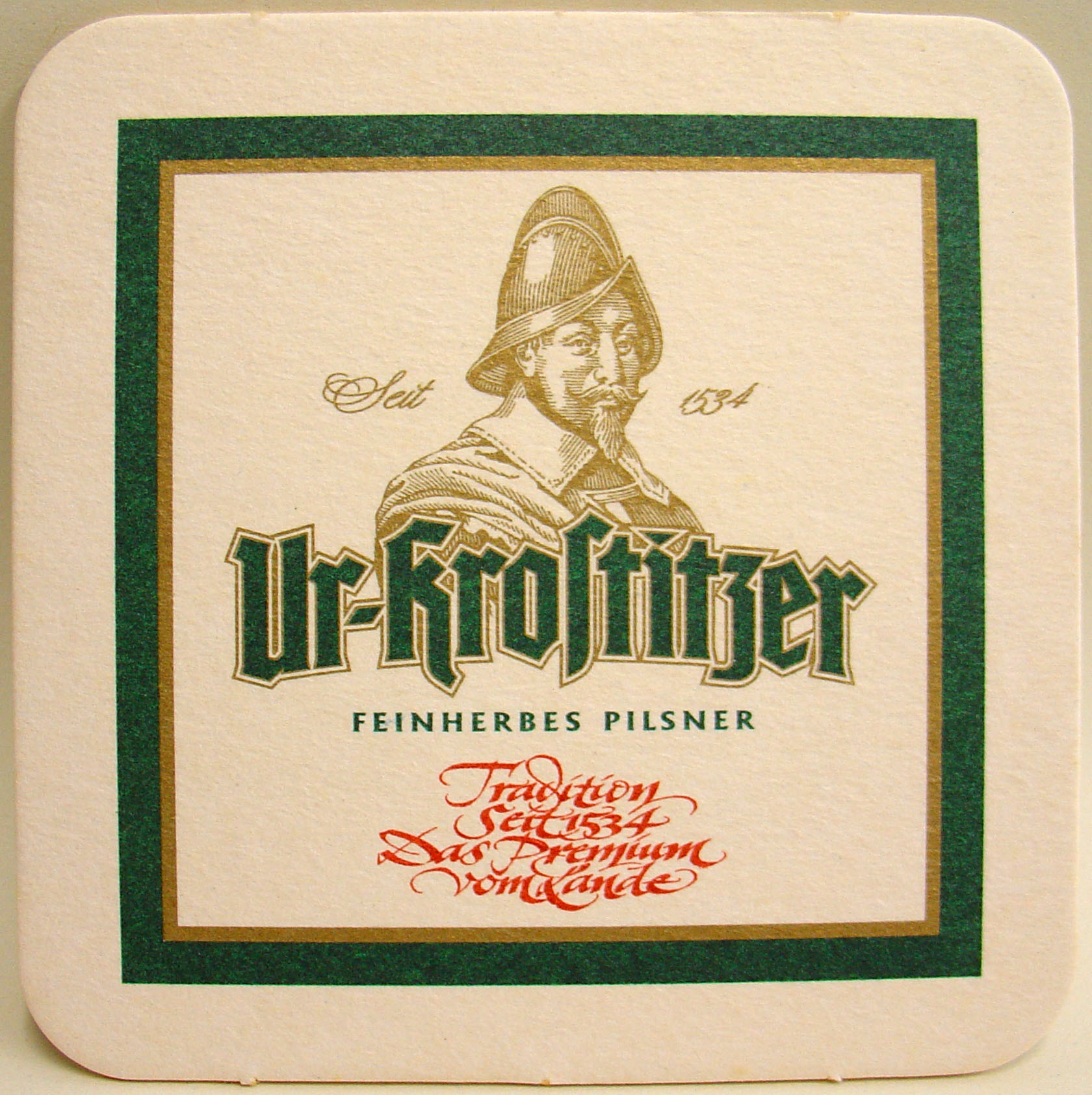
Tapis de bière

## Jumelage
- Allègre (France)
- Leinfelden-Echterdingen (Allemagne)